# ماساهیکو ناکاگاوا
ماساهیکو ناکاگاوا (انگلیسی: Masahiko Nakagawa؛ زادهٔ ۲۶ اوت ۱۹۶۹) بازیکن فوتبال اهل ژاپن است.
از باشگاه‌هایی که در آن بازی کرده‌است می‌توان به باشگاه فوتبال یوکوهاما مارینوس و باشگاه فوتبال ناگویا گرامپوس اشاره کرد.